# AS Arapiraquense
Der Agremiação Sportiva Arapiraquense, in der Regel nur kurz ASA de Arapiraca genannt, ist ein Fußballverein aus Arapiraca im brasilianischen Bundesstaat Alagoas.
Aktuell spielt der Verein in der vierten brasilianischen Liga, der Série D.

## Geschichte
Der am 25. September 1952 gegründete Verein steht im Einklang mit dem Wachstum des Ortes Arapiraca. Zur Zeit der Gründung expandierte der Eisenbahnbau. Baufirmen schufen auf Wunsch der Arbeitnehmer ein Fußballfeld. Der erste Klub nannte sich Ferroviário (Eisenbahn). Mit der Fertigstellung der Schienen wurde das Team aufgelöst. Um dem Wunsch der Bevölkerung gerecht zu werden, beschlossen Geschäftsleute und Behörden von Arapiraca die Gründung der Associação Sportiva de Arapiraca. 1977 erfolgte die Umbenennung in Agremiação Sportiva Arapiraquene.
1953, ein Jahr nach seiner Gründung, gewann Alvinegro Alagoas seine erste Staatsmeisterschaft von Alagoas. Bis zum zweiten Titel im Jahr 2000 vergingen fast 50 Jahre. Danach wurden die Siege häufiger. Insgesamt hat ASA sieben Titel des Wettbewerbs gewonnen.

## Erfolge
- Staatsmeisterschaft von Alagoas: 1953, 2000, 2001, 2003, 2005, 2009, 2011
- Staatspokal von Alagoas: 2015, 2020, 2021

## Stadion
Der Verein trägt seine Heimspiele im Estádio Municipal Coaracy da Mata Fonseca, auch unter dem Namen Fumeirão bekannt, in Arapiraca aus. Das Stadion hat ein Fassungsvermögen von 12.000 Personen.

## Trainerchronik
Stand: September 2024
| Trainer              | Nation    | von                | bis                |
| -------------------- | --------- | ------------------ | ------------------ |
| Vica                 | Brasilien | 25. März 2008      | 1. Dezember 2011   |
| Heriberto da Cunha   | Brasilien | 7. Februar 2012    | 26. Juli 2012      |
| Nedo Xavier          | Brasilien | 27. Juli 2012      | 1. Dezember 2012   |
| Leandro Campos       | Brasilien | 6. Dezember 2012   | 17. März 2013      |
| Vinícius Eutrópio    | Brasilien | 19. März 2013      | 4. April 2013      |
| Ricardo Silva        | Brasilien | 26. April 2013     | 10. Juli 2013      |
| Leandro Campos       | Brasilien | 11. Juli 2013      | 18. September 2013 |
| Ricardo Silva        | Brasilien | 19. September 2013 | 2. Oktober 2013    |
| Heron Ferreira       | Brasilien | 3. Oktober 2013    | 22. Februar 2014   |
| Vica                 | Brasilien | 13. August 2014    | 8. April 2016      |
| Paulo Foiani         | Brasilien | 7. Juni 2016       | 12. Oktober 2016   |
| Nedo Xavier          | Brasilien | 2. Mai 2019        | 11. Juli 2019      |
| Maurilio             | Brasilien | 16. November 2019  | 29. Februar 2020   |
| Ademir Fonseca       | Brasilien | 11. März 2021      | 6. September 2021  |
| Celso Teixeira       | Brasilien | 12. Januar 2022    | 10. Februar 2022   |
| Renatinho Potiguar   | Brasilien | 22. Februar 2022   | 5. März 2022       |
| Arnaldo Lira         | Brasilien | 9. März 2022       | 25. März 2022      |
| Maurício Copertino   | Brasilien | 22. April 2022     | 17. Mai 2022       |
| Jota Guerreiro       | Brasilien | 17. Juni 2022      | 13. September 2022 |
| Evaristo Piza        | Brasilien | 22. November 2022  | 6. März 2023       |
| Sidney Moraes        | Brasilien | 7. März 2023       | 10. April 2023     |
| Paulo Roberto Santos | Brasilien | 28. April 2023     | 19. Juni 2023      |
| Celso Teixeira       | Brasilien | 27. Juni 2023      | 7. August 2023     |
| Leandro Sena         | Brasilien | 23. November 2023  | 5. Februar 2024    |
| Rodrigo Fonseca      | Brasilien | 5. Februar 2024    | 17. Juni 2024      |
| Ranielle Ribeiro     | Brasilien | 18. Juni 2024      | 6. August 2024     |